# Prima Categoria Basilicata 1975-1976
Nella stagione 1975-1976 la Prima Categoria lucana era il quinto livello del calcio italiano (il massimo livello regionale). Qui vi sono le statistiche relative al campionato in Basilicata.
Il campionato è strutturato in vari gironi all'italiana su base regionale, gestiti dai Comitati Regionali di competenza. Promozioni alla categoria superiore e retrocessioni in quella inferiore non erano sempre omogenee; erano quantificate all'inizio del campionato dal Comitato Regionale secondo le direttive stabilite dalla Lega Nazionale Dilettanti, ma flessibili, in relazione al numero delle società retrocesse dalla Serie D e perciò, a seconda delle varie situazioni regionali, la fine del campionato poteva avere degli spareggi sia di promozione che di retrocessione.
Il Comitato Regionale Basilicata organizzò un campionato di Prima Categoria.

Il campionato di Promozione fu organizzato a partire dalla stagione 1976-77.

## Classifica

### Girone unico
|  |     | Classifica girone unico Basilicata 1975-76 | Pt  | G   | V   | N   | P   | GF  | GS  |
|  | --- | ------------------------------------------ | --- | --- | --- | --- | --- | --- | --- |
|  | 1.  | S.C. Avigliano, Avigliano                  | 49  | 30  | 22  | 5   | 3   | 65  | 19  |
|  | 2.  | U.S. Bernalda, Bernalda                    | 48  | 30  | 22  | 4   | 4   | 61  | 21  |
|  | 3.  | Pol. Virtus, Ferrandina                    | 35  | 30  | 14  | 7   | 9   | 55  | 33  |
|  | 4.  | Pol. Libertas Invicta, Potenza             | 35  | 30  | 16  | 3   | 11  | 54  | 34  |
|  | 5.  | G.S. Gianni Rivera, Matera                 | 34  | 30  | 12  | 10  | 8   | 51  | 29  |
|  | 6.  | U.S. Pisticci, Pisticci                    | 32  | 30  | 11  | 10  | 9   | 37  | 35  |
|  | 7.  | U.S. Francavilla, Francavilla sul Sinni    | 32  | 30  | 13  | 6   | 11  | 50  | 56  |
|  | 8.  | G.S. Indipendente, Bernalda                | 31  | 30  | 13  | 5   | 12  | 46  | 56  |
|  | 9.  | U.S. Lagonegro, Lagonegro                  | 29  | 30  | 11  | 7   | 12  | 32  | 36  |
|  | 10. | G.S. Gibo Tolve, Tolve                     | 26  | 30  | 11  | 4   | 15  | 47  | 61  |
|  | 11. | Pol. Michelino De Bonis, Pietragalla       | 25  | 30  | 9   | 7   | 14  | 45  | 55  |
|  | 12. | G.S. Interpotenza, Potenza                 | 24  | 30  | 8   | 8   | 14  | 41  | 45  |
|  | 13. | S.C. Ferrandina, Ferrandina                | 23  | 30  | 6   | 11  | 13  | 27  | 46  |
|  | 14. | Atletico Venosa, Venosa                    | 22  | 30  | 8   | 6   | 16  | 35  | 44  |
|  | 15. | U.S. Stigliano, Stigliano                  | 15  | 30  | 6   | 5   | 19  | 27  | 74  |
|  | 16. | A.C. Rotonda, Rotonda                      | 14  | 30  | 6   | 4   | 20  | 27  | 56  |
|  |     |                                            | 474 | 480 | 188 | 102 | 190 | 700 | 700 |

Verdetti
- Avigliano promosso in Serie D.
- Rotonda 1 punto di penalizzazione, Stigliano 3 punti di penalizzazione.